# Abdurrahman Adil Čokić
Abdurrahman Adil Čokić (Brčko, 1888. – Tuzla, 1954.), vjerski pisac i muftija. 

## Životopis
Rođen u Brčkom u obitelji oca koji je bio muderis. U Tuzli završio osnovno obrazovanje i Behrambegovu medresu. Upisao Šerijatsku sudačku školu 1908/09. koju je brzo napustio. Otišao je u Istanbul gdje je upisao Teološki fakultet. Diplomira 1914. godine. Upisuje Visoku školu za specijaliziranje u pojedinim islamskim disciplinama (Mutehassisin). Završio ju je 1917. godine. Nedugo sa završetka studija, piše u muslimanskim listovima. Pisao je za tuzlanski Hikmet, Novi behar, Osvit, Irsad, Gajret, kalendare "Narodna uzdanica" i "Hrvat" Hasana Šuljka. U hrvatskim muslimanskim listovima pisao sve do 1945. godine. Pomagao u uređivanju Hikmeta. Umro je u Tuzli 10. listopada 1954. godine.